# Bourjassotte noire
La Bourjassotte noire est une variété de figuier commun à fruit violet cultivée dans le bassin méditerranéen depuis l'Antiquité. Elle est cultivée notamment en France, en  Italie, en Espagne et au Portugal. On la connait sous divers noms locaux ('Barnissotte', 'Bouriageotte', 'Brogiotto Nero', 'Burjassot Negre', 'Grosso Figo', 'Violette de Solliès'...). C'est la variété la plus cultivée en Provence notamment dans le Vaucluse, le Gard et le Var principalement. Il existe la production de la « Figue de Solliès » (même variété) dans le Var, qui bénéficie d'une appellation d'origine contrôlée (AOC) depuis 2006.
Le nom de « Bourjassotte » dérive de celui de la ville de Burjassot située dans la Communauté valencienne (Espagne).

## Description
Les bourjassottes sont en forme de goutte d’eau écrasée, de couleur violette à noire nervurée. Elles sont denses, fermes et souples. Le réceptacle est fin, vert pâle, la pulpe est charnue, couleur confiture de fraise à nombreuses graines fines et beiges. Le nez est élégant, peu intense à notes végétales et fruitées de pastèque, melon blanc, fraise et autres fruits rouges. La bouche est pleine à l’équilibre caractéristique acidulé et sucré, croquante puis fondante, aux arômes intenses végétaux, fruités et à notes florales.
Les figues d’un diamètre généralement supérieur ou égal à 40 millimètres sont récoltées du 15 août au 15 novembre.